# NHL Lifetime Achievement Award
Der NHL Lifetime Achievement Award war eine Eishockey-Auszeichnung der National Hockey League. Sie wurde 2008 und 2009 jährlich an die Person verliehen, die sich in ihrer Karriere besonders um die Liga verdient gemacht hat. Der Award wurde im Rahmen der NHL Awards Show 2008 neu eingeführt.

## Gewinner der Auszeichnung
| Jahr | Spieler       |
| ---- | ------------- |
| 2009 | Jean Béliveau |
| 2008 | Gordie Howe   |